# Snina
Snina (em húngaro: Szinna; rusyn: Снина) é uma cidade da Eslováquia, situada no distrito de Snina, na região de Prešov. Tem 58,61 km² de área e sua população em 2018 foi estimada em 19.695 habitantes.

## Demografia
| Ano:        | 1994   | 2004   | 2014   | 2024    |
| ----------- | ------ | ------ | ------ | ------- |
| Broj ljudi: | 20 603 | 21 328 | 20 294 | 17 879  |
| Razlika:    |        | +3,51% | -4,84% | -11,90% |

| Ano:               | 2023   | 2024   |
| ------------------ | ------ | ------ |
| Número de pessoas: | 18 101 | 17 879 |
| Diferença:         |        | -1,22% |